# Martin Eichler
Martin Maximilian Emil Eichler (29 de marzo de 1912 - 7 de octubre de 1992) fue un teórico de números alemán.
Con Gorō Shimura, desarrolló un método para construir curvas elípticas a partir de ciertas formas modulares. La noción inversa de que cada curva elíptica tiene una forma modular correspondiente sería luego la clave para la prueba del último teorema de Fermat.

## Semblanza
Eichler era hijo del pastor luterano Max Eichler. Nació en la localidad de Pinnow, perteneciente al Condado de Greifswald (Pomerania) y se educó en un internado de Gütersloh (Westfalia) entre 1923 y 1930. A partir de 1930 estudió matemáticas, física y química en Königsberg, Zúrich (donde se distanció de su objetivo original de convertirse en físico bajo la influencia de Andreas Speiser) y desde 1932 en Halle, donde en 1936 trabajó con Heinrich Brandt, dedicado a los Estudios sobre la teoría numérica de álgebras de cuaterniones racionales. Inicialmente fue asistente en Halle, pero fue despedido por las autoridades nacionalsocialistas por su falta de implicación política. Helmut Hasse le consiguió un trabajo como editor de la nueva edición de la Enciclopedia de Ciencias Matemáticas y finalmente lo llevó a Gotinga como asistente, donde se habilitó en 1939. Durante los años de la Segunda Guerra Mundial trabajó en el Centro de Investigación de Peenemünde y en la Universidad Técnica de Darmstadt, involucrado en la resolución de ecuaciones diferenciales relacionadas con problemas de aerodinámica. En 1947 regresó a Gotinga, pero pasó los siguientes dos años en Inglaterra, en las instalaciones de prueba de la Royal Air Force en Farnborough. En 1949 se convirtió en profesor asociado en la Universidad Guillermina de Westfalia en Münster y en 1956 como profesor titular en Marburgo. En 1959 aceptó una propuesta para suceder a Alexander Ostrowski en Basilea.
Eichler inicialmente trató con la estructura y la aritmética del álgebra de cuaterniones y con la teoría de formas cuadráticas (la generalización de su estudio de álgebras de cuaterniones), sobre la que escribió el libro titulado Formas cuadráticas y grupos ortogonales en 1952. Desde la década de 1950, su principal campo de trabajo fue la teoría de formas modulares. En 1954 probó la conjetura de Ramanujan-Petersson para formas de módulo de peso 2 (una estimación de los coeficientes de Fourier de las formas del módulo, cuyo caso general sería posteriormente demostrado por Pierre Deligne). También demostró una conjetura formulada por Erich Hecke acerca de las funciones básicas en este espacio ("problema básico") formulada para el espacio de las formas del módulo con el peso k = 2 y demostró una fórmula traza para el efecto del operador de Hecke. Para k superior, dio la posibilidad de calcular la traza mediante el uso de integrales de formas de módulos (métodos "cohomológicos", teoría de Eichler-Shimura, según Gorō Shimura, que generalizó este principio). En la década de 1980 escribió una monografía sobre las formas de Jacobi en colaboración con Don Zagier.
En la década de 1960 trabajó en el teorema de Riemann-Roch, para lo que demostró una analogía con el conjunto de formas lineales del cuerpo de funciones de Minkowski en el área de la teoría de números de una variable.
Desde 1978, Eichler fue miembro correspondiente de Academia de ciencias en Göttingen y doctor honorario de la Universidad de Münster.
Se casó con Erika Paffen (a quien conoció en Peenemünde) en 1947, y tenía dos hijos, uno de los cuales era el físico Ralph Eichler.

## Publicaciones seleccionadas
- Quadratische Formen und orthogonale Gruppen, Springer 1952,[5] 1974
- Lectures on Modular Correspondences. Tata Institute. 1955; pbk, 169 páginas
- Einführung in die Theorie der algebraischen Zahlen und Funktionen, Birkhäuser 1963; Eng. trans. 1966, Introduction to the theory of algebraic numbers and functions, en el que se agrega una sección sobre formas modulares; pbk 2014 reimpresión del original alemán de 1963
- Projective varieties and modular forms 1971 (Riemann-Roch theorem); 2006 edition.
- with Don Zagier: The Theory of Jacobi forms, Birkhäuser 1985; 2013 edition.
- Über die Einheiten der Divisionsalgebren, Mathem. Annalen 1937 (enlace roto disponible en Internet Archive; véase el historial, la primera versión y la última).
- Neuere Ergebnisse der Theorie der einfachen Algebren, Jahresbericht DMV 1937 (enlace roto disponible en Internet Archive; véase el historial, la primera versión y la última).
- Allgemeine Integration linearer partieller Differentialgleichungen von elliptischem Typ bei zwei Grundvariablen, Abh. Math. Sem. Univ. Hamburg 15 (1947), 179–210. MR 0029054
- On the differential equation uxx + uyy + N(x)u = 0, Trans. Amer. Math. Soc. 65 (1949), 259–278 doi 10.1090/S0002-9947-1949-0029055-8
- Zur Algebra der orthogonalen Gruppen Mathem. Zeitschrift 1950 (enlace roto disponible en Internet Archive; véase el historial, la primera versión y la última).
- Zahlentheorie der Quaternionenalgebren, Crelle J. vol. 195, 1955, with errata
- Quaternäre quadratische Formen und die Riemannsche Vermutung für die Kongruenz-Zetafunktion, Archiv Math. vol. 5, 1954, pp. 355–366 (Ramanujan-Petersson conjecture)
- Eine Verallgemeinerung der Abelschen Integrale, Math. Zeitschrift vol. 67, 1957, pp. 267-298 (enlace roto disponible en Internet Archive; véase el historial, la primera versión y la última).
- Quadratische Formen und Modulfunktionen Acta Arithmetica vol. 4, 1958, pp. 217–239
- Eine Vorbereitung auf den Riemann-Rochschen Satz für algebraische Funktionenkörper, Crelle J. 1964
- Einige Anwendungen der Spurformel im Bereich der Modularkorrespondenzen (enlace roto disponible en Internet Archive; véase el historial, la primera versión y la última)., Mathem. Annalen 1967, (teoría de Eichler-Shimura)
- Eichler Eine Spurformel von Korrespondenzen von algebraischen Funktionenkörpern mit sich selber, Inv. Math. vol. 2, 1967 (enlace roto disponible en Internet Archive; véase el historial, la primera versión y la última). with corrections  (enlace roto disponible en Internet Archive; véase el historial, la primera versión y la última).
- The basis problem for modular forms and the traces of the Hecke operators, Springer, Lecture notes Math. vol.320, 1973, pp. 75–152